# Ocotea depauperata
Ocotea depauperata är en lagerväxtart som beskrevs av C. K. Allen. Ocotea depauperata ingår i släktet Ocotea och familjen lagerväxter. Inga underarter finns listade i Catalogue of Life.